# عبدة بن الطبيب
أبو يزيد عبدة بن الطبيب بن عمرو العبشمي التميمي (25 ق هـ - 45 هـ / 598م - 665م) شاعر مقدم من الشعراء المخضرمين أدرك الجاهلية والإسلام وأسلم، وله أرثى بيتٍ قالته العرب وهو بيته الذي يرثي به قيس بن عاصم التميمي. قال ابن حجر العسقلاني: «شهد عبدة بن الطبيب قتال الفرس مع المثنى بن حارثة الشيباني، ثم انه شهد الفتوحات الإسلامية في بلاد فارس مع النعمان بن مقرن المزني وله في ذلك أثار مشهورة».

## اسمه ونسبه
- هو: عبدة بن الطبيب واسمه يزيد بن عمرو بن وعلة بن أنس بن عبد الله بن عبد نهم بن عبشمس بن سعد بن زيد مناة بن تميم بن مر ويكنى بأبي يزيد.

## وصفه
كان أسود اللون وصفته الروايات بأنه أحد لصوص الرباب وهو شاعر مجيد ليس بالمكثر، وهو مخضرم، أدرك الإسلام فأسلم، وكان في جيش النعمان بن المقرن الذين حاربوا معه الفرس بالمدائن.

## شعره
- يذكر المؤرخون تأثّر الخليفة الثاني عمر بن الخطاب بشعر عبدة.[4]
- كان يترفع عن الهجاء ويراه ضعة، كما يرى تركه مروءة وشرفاً.
- وهو لم يوفر غرضا من الأغراض الشعرية إلا وتصدى له.

### من شعره
- مفضليته

لعبدة قصيدة مشهورة رواها المفضل في مفضلياته ابتدأها بقوله :
والقصيدة تقع في أكثر من ثمانين بيتا

- أرثى بيت عند العرب

قال محمد بن العباس اليزيدي قال: حدثني عبد الرحمن ابن أخي الأصمعي عن عمه قال: أرثى بيت قالته العرب قول عبدة بن الطيب:
قال عنه أن الأعرابي ما له نظير في الجاهلية أو الإسلام.
- أجود ما وصفت به مناديل الخيل

عن ابن الأعرابي: أن عبد الملك بن مروان قال يوماً لجلسائه:
أي المناديل أشرف؟ فقال قائل منهم: مناديل مصر، كأنها غرقئ البيض. وقال آخرون:
مناديل اليمن، كأنها نور الربيع. فقال عبد الملك: مناديل أخي بني سعد عبدة بن الطبيب، قال: